# ティベレ
ティベレ（Tibere）はフランスの大気圏再突入試験用ロケット。
ベレニス派生の3段式固体燃料ロケットで、1、2段目は長さが同じストロンボリモータを使用し、3段目はディアマンロケット用に開発されたP064モータを使用。1段目には安定化ロケットSEPR P167が4基取り付けられている。
1965年に開発が承認され、4機が調達されたものの1971年2月23日と1972年3月18日の2回しか打ち上げられなかった。打上げはONERAがBiscarrosseで行った。

## データ
- 総重量: 4,500 kg
- 全長: 14.50 m
- 直径: 0.56 m
- 推力: 170.00 kN
- 高度: 1,000 km